# アルコ (漫画家)
アルコ（7月26日 - ）は、日本の漫画家。石川県出身。血液型A型。アルコという名前は本名のリョウコより（リョウコ→RYOKO→R子→アールコ→アルコ）。

## 略歴
- 1999年 -『雨ノチ晴レ』でデビュー[1]。
- 2005年 - 2006年まで『ヤスコとケンジ』を連載。2008年7月、テレビドラマ化された（日本テレビ系列、土曜ドラマ枠）[5]。
- 2011年 - 2016年まで『俺物語!!』（原作：河原和音）を『別冊マーガレット』にて連載した。
- 2022年 - 『消えた初恋』が2021年度第67回小学館漫画賞少女部門を受賞[2][3][4]。

## 作品リスト

### 単行本
- スターレスブルー（2001年）
- ラブレター（2002年）
- ハイスコア（2002年 - 2003年、全2巻）
- 三つ編と赤い自転車（2004年）
- 銀河（2004年）
- ヤスコとケンジ（2005年 - 2008年、全5巻）
- Loveletter from…（2007年）
- 超立!!桃の木高校（2008年 - 2009年、全3巻）
- 終電車（2010年）
- リトルポップ（2011年）
- 俺物語!!（原作：河原和音、2011年 - 2016年、全14巻）
- まほうのめがね。（2014年）
- 消えた初恋（原作：ひねくれ渡、2019年 - 2022年、全9巻）

### 読み切り作品
- 雨ノチ晴レ（デビュー作）
- 教室の窓はいつも青
- スターレスブルー
- 恋情孵化
- ヘルシー
- きらきらが降る
- エンド オブ ザ ワールド
- ラブレター
- ハロー グッバイ ハロー
- みずいろ
- BACK MY HEART
- フォーゲット ミー ノット
- 僕の右手、君の左手
- 何ひとつ捨てきれず
- 三つ編と赤い自転車
- ヤスコとケンジ
- モスとアジダス - 『ヤスコとケンジ』番外編。
- 銀河
- ピンクの風が吹いている - 単行本『銀河』に収録されている描き下ろし。
- 秋桜
- 月は夢をみるか
- 恋ストーリー
- ジオラマ
- Loveletter from…
- 夏、イエスタデイ
- アンドリュー
- バレンタインデー ミラクル
- リトルポップ
- スロウレイン
- ROAD TO…（『別冊マーガレットsister』2014年秋号）
- between a & b[6]（『ザ マーガレット』2022年秋号）
- 内緒話とビオトープ[7]（作画担当、原作：ひねくれ渡、『別冊マーガレット』2023年2月号）
- めくるめく田中（作画担当、原作：ひねくれ渡、『別冊マーガレット』2023年11月号[8]）
- 25（作画担当、原作：蒼井まもる、『別冊マーガレット』2024年12月号[9]） - アルコの作家業25周年記念読み切り[9]。

### シリーズ作品
- イノセントカラーズ（全2話）
- さよなら太陽（全4話）
- 終電車（全4話）
- another day（全2話）

### 単行本未収録作品
- 俺物語!! 番外編[10]（『別冊マーガレット』2018年10月号）
- 消えた初恋 小劇場（作画担当、原作：ひねくれ渡、『別冊マーガレット』2021年8月号[11] - 2021年10月号）
- 嘘か誠か夢か恋（作画担当、原作：河原和音、『Cocohana』2022年12月号[12][13] - 2023年1月号[14]） - 前後編
- きまぐれアラモード（原作：ひねくれ渡、『別冊マーガレット』2024年8月号[15] - 2025年3月号[16]）

### その他の作品
イラスト
- （タイトルなし）[17]（『Cocohana』2022年1月号別冊ふろく『ココハナ創刊10周年 ANNIVERSARY BOOK』）
- 非日常な彼女（『月刊!スピリッツ』2024年10月号[18]） - イラスト[19]

表紙イラスト
- 文庫本「初恋ネコ 放課後、いつもの場所で」（著作：ナカムラコウ、集英社みらい文庫、2011年）

ジャケットイラスト
- 配信限定シングル「No.1」（槇原敬之、2015年10月28日）[20]